# Once upon a Time in the North (album)
Once upon a Time in the North er moi Caprices første albumudgivelse.

## Sange
1. "The Only Happy Boy In Copenhagen" – 3:07
2. "Daisies" – 5:04
3. "Riding In Cars With Girls" – 4:27
4. "Artboy Meets Artgirl" – 4:44
5. "Chinese ButterFlies" – 5:18
6. "The Sun & The Silence" – 5:23
7. "Summerfool" – 2:41
8. "AirHoles Make Echoes" – 6:10
9. "Girls In The Trees" – 9:13
10. "Berceuse" – 4:16